# IXIT
iXIT株式会社 (イグジット、英: iXIT Corporation) は、コンテンツおよびソリューション事業を手掛ける日本の企業。エキサイトホールディングスの連結子会社。
旧社名は株式会社インデックス。かつてはセガ→セガホールディングス（後のセガグループ）→澤田ホールディングスの子会社であった。
設立当初の社名は株式会社セガドリームであった。2013年11月1日に実施した株式会社インデックス（旧法人）の新旧分離と同時に株式会社インデックスに商号変更された現在の法人は、2014年4月1日に分割会社である株式会社アトラスから新設分割で設立された2代目に当たる。旧社名と同名で2014年7月31日に破産手続開始決定を受け（その後2016年8月3日に破産手続結了・法人格消滅）、破産手続開始決定前に会長と社長が逮捕された旧法人のインデックスとは、資本関係などは全くない別会社である。

## 概要

### セガサミーグループ時代
2013年6月29日に民事再生法を申請し、同年7月5日に民事再生手続を開始（その後2014年4月30日に民事再生手続廃止・同年7月31日に破産手続開始決定）したインデックスの再生スポンサーが同年9月18日にセガに決定し、同時にセガが141億円でインデックスの事業を譲受する契約を締結した。民事再生スポンサー選定に先んじてセガは、同年9月5日に旧インデックスの事業受け皿会社である株式会社セガドリームを設立した。社名の由来はセガのプロジェクトコードから取ったもの。
2013年11月1日付で、旧インデックスからアトラスブランドを始めとするデジタルゲーム事業（家庭用ゲーム、ソーシャルゲーム）、コンテンツ&ソリューション事業（コンテンツ配信、システム開発、遊技機関連開発受託、インターネット広告など）、アミューズメント事業（業務用アミューズメント機器の開発・販売）事業、関連する有形固定資産・無形固定資産・知的財産を旧インデックスから譲受したと同時に、社名も株式会社インデックスに変更した。2013年10月31日まで旧インデックスが使用していた公式サイトなども新インデックスが取得したと同時に、旧インデックスの事業に従事していた社員は、新旧分離と同時に旧インデックスを一旦退職の上、新インデックスに再雇用された。社名変更について、当時の代表取締役社長の濱田康彦は「譲受した事業とブランドを生かすべくインデックスに社名を変更した」と話している。
セガ本体も新インデックスが『真・女神転生』シリーズ（『ペルソナ』シリーズ含む）などのアトラス主要タイトルを譲受した事により、2012年3月期から2期連続で赤字が続いていたコンシューマゲーム事業の立て直しを図った結果、セガ本体のコンシューマゲーム事業は2014年3月期は3期ぶりの黒字転換となった。
2013年12月1日付で、アミューズメント事業並びにアミューズメント事業に関連する有形固定資産・無形固定資産・一部負債は、セガ本体（後のセガ・インタラクティブ）へ吸収された。
2014年4月1日付で、新インデックスは会社分割を行い、分割会社である「株式会社インデックス」を「株式会社アトラス」に商号変更した上で、コンテンツ＆ソリューション事業を新設分割設立会社である「株式会社インデックス」に承継した。アトラスブランドなどのデジタルゲーム事業は「株式会社アトラス」が保有する。また、同時に米国子会社であるIndex Digital Media,Inc.もAtlus U.S.A., Inc.に商号変更された。

### 澤田ホールディングス傘下時代
セガサミーホールディングスは2015年11月27日に、2014年5月から実施しているセガサミーグループの構造改革の一環として、子会社のセガホールディングス（後のセガグループ）が保有するインデックスの全株式をエイチ・エス証券などを傘下に持つ澤田ホールディングスに2015年12月1日付で譲渡することを発表。インデックスは同日付で澤田ホールディングスの完全子会社となったと同時に、セガサミーグループから離脱した。澤田ホールディングスはネット関連事業に進出した。今後のセガサミーグループにおけるデジタルコンテンツ事業は、セガゲームス、アトラス、サミーネットワークス、バタフライの4社で手掛けていく事になる。
2016年7月1日付で、商号を株式会社インデックスからiXIT（イグジット）株式会社へ変更した。

### エキサイト傘下時代
2020年8月1日付で、澤田ホールディングスが保有する全株式がエキサイトへ譲渡された。
エキサイトの持株会社への移行に伴い、2020年10月1日付でエキサイトホールディングスの子会社となった。

## かつて手がけていた事業
セガやアトラス、アクティビティジャパンへ移管した事業は除く。

### ソーシャルゲーム事業
設立当初は旧インデックスから譲受したソーシャルゲームも手掛けていた。
アトラスとインデックスとの会社分割発表の直後からソーシャルゲームのサービス終了や移管が行われ、『ペルソナ4 ザ・カードバトル』、『デビルサバイバー2 THE EXTRA WORLD』、『Key COLLECTION』、『真・女神転生 DEVIL COLLECTION』、『GANTZ/XAOS』の5作品は2014年3月31日から5月23日にかけて順次サービスを終了し、『To Heart ハートフルパーティ』も同年5月1日付でサミーネットワークスの子会社であるバタフライへ運営が移管された。

## 沿革
- 2013年
  - 9月5日 - 株式会社セガドリームとして設立。
  - 9月18日 - 株式会社インデックスとの間で、インデックスの大半の事業を譲受する契約を締結。
  - 11月1日 - 旧インデックスの新旧分離を実施。社名を株式会社インデックスに変更し、本社所在地をセガ本社の入る東品川のカナルサイドビルから世田谷区三軒茶屋のキャロットタワーへ移転。同時に旧インデックスから全事業を譲受[13][14][16][3]。
  - 12月1日 - アミューズメント事業をセガ（後のセガ・インタラクティブ）へ移管[18][27]。
- 2014年
  - 4月1日 - コンテンツ&ソリューション事業を新設分割設立会社である「株式会社インデックス」に承継した上で、分割会社を「株式会社アトラス」に、米国子会社である Index Digital Media,Inc. をAtlus U.S.A., Inc. にそれぞれ商号変更[19][20][28]。同時に社名ロゴも変更。
  - 5月23日 - ソーシャルゲーム事業から撤退。
- 2015年
  - 4月1日 - セガサミーグループ再編に伴い、セガホールディングスの子会社となる[29][30]。
  - 8月1日 - 海外子会社の商号をIndex Corp（Thailand）から、Index Asia Ltd.に変更。
  - 12月1日 - セガホールディングスによる株式譲渡により、澤田ホールディングスの完全子会社となる。
- 2016年
  - 3月16日 - 株式会社アクティビティジャパンを会社分割で設立。アクティビティジャパンは同年3月30日付でエイチ・アイ・エスの子会社となる[31]。
  - 7月1日 - 商号を株式会社インデックスからiXIT（イグジット）株式会社へ変更[23]。
  - 7月6日 - 本店所在地をカナルサイドビルからキャロットタワーへ移転[32]。
- 2020年
  - 8月1日 - 株式譲渡に伴い、エキサイトの連結子会社となる[1]。
  - 12月1日 - 本社をキャロットタワーからDaiwa麻布テラス4階へ移転。